# Ahmed Osman
Ahmed Osman in arabo  أحمد عصمان  (Oujda, 3 gennaio 1930) è un politico marocchino, Primo ministro del Marocco dal novembre 1972 al marzo 1979 per il Raggruppamento Nazionale degli Indipendenti.